# Миколаївська сільська рада (Новоград-Волинський район)
Миколаївська сільська рада (деколи — Миколаївська Друга сільська рада) — колишня адміністративно-територіальна одиниця та орган місцевого самоврядування в Новоград-Волинському, Соколовському районах і Новоград-Волинській міській раді Волинської округи, Київської та Житомирської областей Української РСР з адміністративним центром у селі Миколаївка.

## Населені пункти
Сільській раді на час ліквідації були підпорядковані населені пункти:
- с. Болярка
- с. Кам'яний Майдан
- с. Миколаївка

## Населення
Кількість населення ради, станом на 1931 рік, становила 1 620 осіб.

## Історія та адміністративний устрій
Створена 27 жовтня 1926 року, в складі колоній Миколаївка Друга, Миколаївка Перша та Олексіївка-Броницька (Олександрівка-Броницька) Барбарівської сільської ради Новоград-Волинського району Волинської округи з адміністративним центром у кол. Миколаївка Друга. 28 березня 1928 року до складу ради передані колонії Барбарівка Барбарівської сільської ради та Борисівка Марушівської сільської ради Новоград-Волинського району. 20 червня 1930 року сільську раду передано до складу новоствореного Соколовського німецького національного району. 15 вересня 1930 року, відповідно до постанови ВУЦВК та Ради народних комісарів Української СРР від 2 вересня 1930 року «Про ліквідацію округ та перехід на двоступеневу систему управління», Соколовський район ліквідовано, його територію передано до складу Новоград-Волинського району. 1 червня 1935 року, відповідно до постанови Президії ЦВК УСРР «Про порядок організації органів радянської влади в новоутворених округах», Новоград-Волинський район ліквідовано, сільську раду передано до складу Новоград-Волинської міської ради Київської області. У 1940 році, внаслідок зселення кол. Миколаївка Друга, адміністративний центр ради перенесено до кол. Миколаївка Перша (згодом — Миколаївка). Станом на 1 жовтня 1941 колонії Барбарівка, Борисівка та Олексіївка-Броницька не перебувають на обліку населених пунктів.
Станом на 1 вересня 1946 року сільська рада входила до складу Новоград-Волинської міської ради Житомирської області, на обліку в раді перебувало с. Миколаївка.
11 серпня 1954 року, відповідно до указу Президії Верховної ради Української РСР «Про укрупнення сільських рад по Житомирській області», до складу ради включено села Болярка та Кам'яний Майдан ліквідованої Кам'яномайданської сільської ради Новоград-Волинської міської ради Житомирської області. 4 червня 1958 року, відповідно указу Президії Верховної ради УРСР «Про утворення Новоград-Волинського району Житомирської області», сільську раду включено до складу відновленого Новоград-Волинського району Житомирської області.
Ліквідована 30 вересня 1958 року, відповідно до рішення Житомирського облвиконкому № 957 «Про зміну адміністративно-територіального поділу Новоград-Волинського району», територію та населені пункти ради приєднано до складу Несолонської сільської ради Новоград-Волинського району Житомирської області.